# 플롯섬과 젯섬
플롯섬과 젯섬(영어: Flotsam & Jetsam)는 월트 디즈니의 28번째 애니메이션 장편 영화 '인어 공주'(1989년)에 등장하는 가공의 디즈니 캐릭터이다. 우르술라의 앞잡이 쌍둥이 곰치과.
플롯섬은 오른쪽 눈이 금색, 젯섬은 왼쪽 눈이 금색이다. 2마리 늘어선하면 각각 반대의 눈이 번쩍이를 통해 비춰진 외계의 영상이 우르술라의 원천이 되고있다. 이름의 유래는 '뜨는 짐을 던져 짐 (Flotsam and Jetsam)"에서.